# Li Yu (Schriftsteller)
Li Yu (chinesisch 李漁, Pinyin Lǐ Yú, Großjährigkeitsname 笠翁,  Lìwēng; * 1610; † 1680) war ein chinesischer Schausteller und Schriftsteller. Er leitete eine reisende Theatergruppe, wurde von seinen Zeitgenossen viel gelesen und aufgrund seiner literarischen Neuerungen beachtet.

## Leben
Li Yu ist einer der klassischen chinesischen Autoren der erotischen Literatur. Sein Buch Andachtsmatten aus Fleisch (肉蒲團,  Ròu pútuán, engl. The Carnal Prayer Mat) ist eine Moralgeschichte mit komischen Elementen, die aber auch explizit sexuelle Darstellungen enthält. Bekannt sind auch seine Kurzgeschichten, die als Zwölf Türme (十二樓,  Shí-èr Lóu) in Buchform erschienen. Li Yu spricht das Thema Homosexualität mehrfach an (萃雅樓,  Cuìyǎ Lóu und 無聲戲,  Wúshēng Xì Xiǎoshuō). Sein Werk gibt Einblick in die seiner Zeit in Fujian im Süden Chinas bestehende Einstellung zur Homosexualität.

## Übersetzungen
- Die vollkommene Frau. Das chinesische Schönheitsideal. Die Waage, Zürich 1963.
- Tower for the Summer Heat. Übersetzung, Vorwort und Anmerkungen von Patrick Hanan. Columbia University Press, 1998, ISBN 0-231-11384-6 (夏宜樓, englisch A Tower for the Summer Heat; 歸正樓, englisch Return-to-Right Hall; 萃雅樓, englisch House of Gathered Refinements; 拂雲樓, englisch The Cloud-Scraper; 鶴歸樓, englisch Homing Crane Lodge; 生我樓, englisch Nativity Room)
- Twelve Towers: Short Stories. Übers., Nathan K. Mao. Hong Kong Chinese University Press, 1979, ISBN 962-201-170-5.
- Franz Kuhn: Li Yü: Jou pu tuan. Ein erotischer Roman aus der Ming-Zeit. Fischer, 1986, ISBN 3-596-22451-9.
- The Carnal Prayer Mat. Übersetzt von Patrick Hanan. University of Hawaii Press, 1996, ISBN 0-8248-1798-2.
- Li-Yu: Jeou-P’ou-T’ouan, la chair comme tapis de prière. Übersetzt von Pierre Klossowski. 1979.